# دهستان اوسو
دهستان اوسو (به لاتین: Uesu Gewog) یک دهستان در کشور بوتان است که در ناحیهٔ ها واقع شده‌است.